# نادي تامبون
نادي اتحاد ملعب تامبون الرياضي (بالفرنسية: Union Sportive Stade Tamponnaise)‏ نادي كرة قدم ريونيوني يلعب في دوري الدرجة الممتازة . تم تأسيس النادي في سنة 1982 .